# Diebachsgraben (Losse)
Der Diebachsgraben ist ein etwa 5,1 km langer, nordöstlicher und orographisch rechter Zufluss der Losse im Landkreis Kassel in Nordhessen (Deutschland).

## Verlauf und Einzugsgebiet
Der gänzlich im Geo-Naturpark Frau-Holle-Land (Werratal.Meißner.Kaufunger Wald) verlaufende Diebachsgraben entsteht im Osten des Kasseler Beckens nahe der Westausläufer des Kaufunger Waldes etwa mittig zwischen Uschlag (benachbarter Landkreis Göttingen) im Norden, Nieste im Osten, Kaufungen im Süden und Heiligenrode im Westen. Sein Ursprung, wo sich keine Quelle befindet, sondern Wasser aus weiter oberhalb befindlichen Gräben sammelt, liegt 1 km südsüdöstlich vom Gipfel des Mühlenbergs (351,8 m ü. NHN), 1,25 km westlich des Gerholdsbergs (ca. 355 m; Ort der einstigen Burg Sensenstein) und 1 km nordöstlich des Gut Windhausen (ca. 270 m). Er befindet sich neben einer auf 306,3 m Höhe gelegenen Kreuzung der Kreisstraße 4 (Heiligenrode–Nieste) mit einem Feldweg.
Der überwiegend südwestwärts strebende Diebachsgraben, der keine Ortschaften durchfließt, verläuft anfangs im Gemeindegebiet von Niestetal östlich von Gut Windhausen durch den Germanischen Garten von Schloss Windhausen, einem ehemaligen Englischen Landschaftsgarten. In dessen Wäldchen stand am Bach das Affenhaus und südlich davon, bis zu ihrem Einsturz im Jahr 1956, in einem künstlich angelegten Felsenmeer (auch Steinernes Meer genannt) die Teufelsbrücke, und weiter bachabwärts steht Schlieffens Mausoleum (ca. 255 m).
Danach unterquert der Diebachsgraben in landwirtschaftlich genutztem Gebiet nördlich von Gut Tannengrund die Kreisstraße 5, die im Norden von der K 4 abzweigt und südwärts nach Niederkaufungen führt. Dabei speist er auf der Grenze zur Gemeinde Kaufungen unterhalb des Kalkbergs (224 m) den neben dem Bach gelegenen, kleinen Kalkbergsee (ca. 190 m).
Etwas weiter südwestlich unterquert der Diebachsgraben erst den Lossetalradweg und dann unmittelbar nordöstlich des Kaufungener Ortsteils Papierfabrik die Bundesstraße 7 und im Abschnitt Kassel–Niederkaufungen den Märchenlandweg, um kurz darauf in den Lossewiesen auf etwa 165 m Höhe in den östlichen Fulda-Zufluss Losse zu münden.
Das Einzugsgebiet des Diebachsgrabens, der von wenigen kleinen Zuflüssen gespeist wird, ist 6,35 km² groß.